# مكتبة أطفال

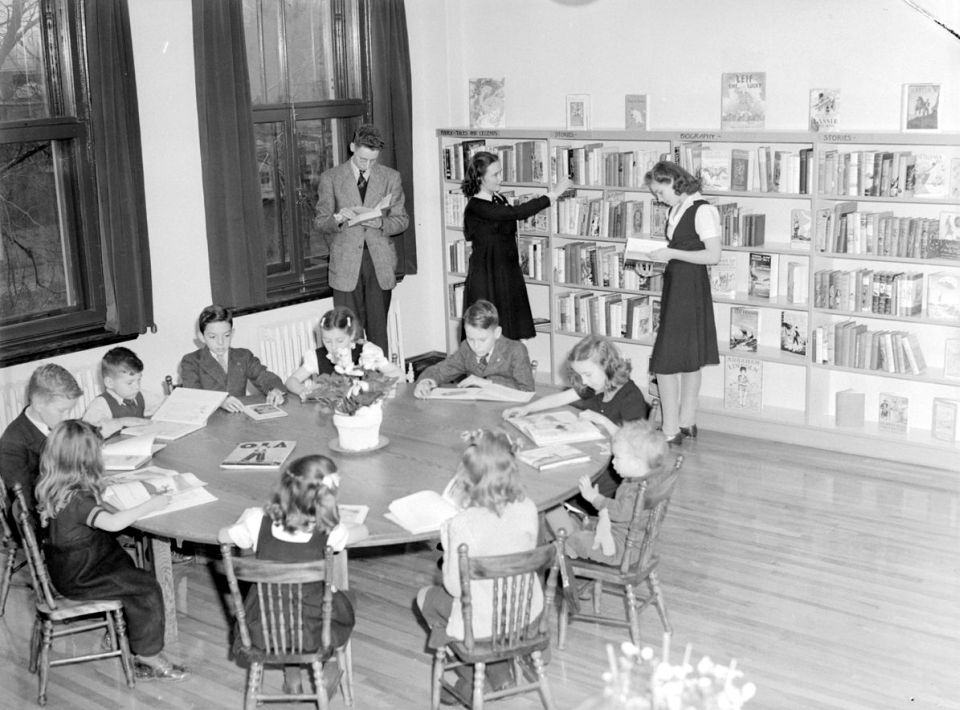
أطفال يقرؤون على طاولة مستديرة في مكتبة الأطفال في مونتريال 1943م.

مكتبة الأطفال هي مكتبة مصممة خصيصا للأطفال والمراهقين، وغالبا ما تكون جزءاً من المكتبة العامة وقد تكون في مبنى منفصل، وتُعنى مثل هذه المكتبات بأدب الأطفال وأدب الشباب.

## لمحة تاريخية
يحظى الأطفال بخدمات مكتبية متنوعة في دول العالم المختلفة، بل يعتبر إنشاء مكتبات الأطفال من المهام الوطنية في كثير من الدول، حيث يحظى نشر أدب الأطفال بالاهتمام المتزايد في هذه الدول. وفي الولايات المتحدة مثلاً نجد أنه على الرغم من أن الخدمة المكتبية للأطفال في المكتبات العامة كجزء حيوي هام من العمل والخدمة المكتبية.
وأبرز ملمح في هذا المجال في الاتحاد السوفيتي حيث تتوافر مكتبات مستقلة لأطفال والتي بدأت في الظهور مبكراً في القرن العشرين. وتشير الإحصاءات إلى توفر 8000 مكتبة للأطفال تحت إشراف وزارة الثقافة، 154.000 مكتبة مدرسية تحت إشراف وزارة التربية. ومكتبات الأطفال المستقلة إدارياً ومادياً تدخل إدارياً في شبكات أو نظم عامة للمكتبات العامة وهناك بالإضافة إلى هذا بعض الجهات الأخرى التي تعمل على تلبية الحاجات المكتبية للأطفال مثل: مكتبات الاتحادات التجارية ومكتبات دور الحضانة، روضات الأطفال. يحتاج أدب الأطفال إلى مهارة عميقة في فهم نفسيتهم وأحوالهم على عكس الكبار وتتضح أهمية المكتبات في حياة الأطفال من انعكاس التعليم على تصرفاتهم والمعاملة مع الآخرين وتكوين اتجاهتهم.
وفي المجر صدر عام 1952م قرار رسمي يقضي بإنشاء مكتبات الأطفال في مدن المجر. فقد زاد عدد مكتبات الأطفال من 47 مكتبة عام 1957م إلى 190 مكتبة في 1972م. وفي السويد تقدم الخدمة المكتبية للأطفال عن طريق المكتبات العامة والمدرسية وبالنسبة للمكتبات العامة فهناك أكثر من 40 قسماً للأطفال في المكتبات العامة. وفي العراق نجد أن أول مكتبة للأطفال تأسست في مدينة بغداد عام 1968م وتضم هذه المكتبة قاعة للمطالعة تسع حوالي مائة طفل ومرسم يستقبل الأطفال الذين لديهم الموهبة.
وبالنسبة لمصر يلاحظ أن تقديم الخدمة المكتبية تتمثل في فروع دار الكتب بمحافظتي القاهرة والجيرة والمكتبات العامة التابعة للإدارة المحلية بمحافظات الجمهورية. فضلاً عن قصور الثقافة التابعة لوزارة الثقافة المنتشرة في عدد من مدن الجمهورية. وقد نشأت دار الكتب أربع مكتبات متخصصة للأطفال بمحافظتي القاهرة والجيزة، بالإضافة إلى مكتبة الأطفال المركزية التي أنشئت عام 1968م بحي الروضة. وقد أنشأت جمعية مصر للثقافة وتنمية المجتمع (جمعية الرعاية المتكاملة سابقاً) عدداً من المكتبات الحديثة للأطفال في بعض الحدائق ثم قامت بعدد من مكتبات الأطفال المستقلة وأقسام الأطفال التابعة للمكتبات العامة.

## تعريف مكتبات الأطفال
أن المكتبات العامة يمكنها أن تتيح للأطفال فرصا للقراءة الحرة المنوعة منذ البدايات المبكرة من أعمارهم. وهي طبقا للأفكار والمعايير الحديثة تعتبر مركزا تعليميا يعين الأطفال على مواصلة التثقيف الذاتي ويساعدهم الوصول إلى مفاتيح المعرفة بأنفسهم؛ ولقد بدأت مكتبات الأطفال في الانتشار بشكل كبير في النصف الثاني من القرن العشرين وذلك لسببين رئيسيين وهما:-
أولاً:- غزارة أدب الأطفال والذي يعرف بكل ما يتصل بثقافة الطفل من الإنتاج الفكري وبأي شكل من الأشكال (كتب مصورة، قصص، مسرحيات، مجلات، اسطوانات، أفلام سينمائية وكرتونية برامج إذاعية وتليفزيونية، برمجيات حاسوبية وغيرها).
ثانياً:- شعور المسؤولين المهتمين بحياة الطفل بان الطفولة عالم خاص متميز عن عالم الكبار، لذا يجب الاهتمام به وتوجيهه وجهة تربوية ونفسية واجتماعية سليمة عن طريق توفير الخدمات اللازمة له لإشباع حاجاته وميوله ورغباته. وأضف إلى ذلك أن الطفولة إذا ما احسن استغلالها فسوف تكون ثروة وطنية مهمة، على اعتبار أن طفل اليوم هو رجل المستقبل.
وهناك تعريفات عديدة لمكتبات الأطفال لكن جميعها مشتركة في سمة واحدة وهي تعتبر من أهم سمات مكتبة الأطفال وهي «تنشئة الأطفال تنشئة علمية وثقافية سليمة».

### التعريفات
- «واحدة من المؤسسات ذات الطابع التعليمي والتثقيفي والترفيهي وتعمل أساسا على الإسهام في تنشئة الأطفال تنشئة سليمة، وتطوير اهتماماتهم وقدراتهم، وإكسابهم مهارات التعلم الذاتي، بما يتضمنه ذلك من تنمية مهاراتهم وقدراتهم القرائية في مختلف مراحل العمر، باستخدام شتى الوسائل».[2]

عرفت مكتبات الأطفال أيضا:
- «أنها قسم مخصص كلية لاستعمال الأطفال. أو قاعة في المكتبة العامة والمركزية أو في فرعية مخصصة لتقديم خدمات للأطفال وتوفير مجموعات الكتب لهم».
- هي أيضا موسوعة ثقافية اجتماعية تربوية تهدف إلى تنمية قدرات الطفل من سن السادسة وتعد مرحلة الطفولة المبكرة من أفضل المراحل العمرية لتعلم واكتساب المهارات المتنوعة.

## دور مكتبة الطفل
يتبلور دور مكتبة الطفل العامة في دور هام وأساسي وهو:-
«تثقيف النشأ بشكل يستطيع معه التعامل والتفاعل مع المجتمع بشكل علمي وإجماعي سليم». وقد ذكرت د. سهير أحمد محفوظ أن للمكتبة العامة دور فعال لأنها تتعامل مع المجتمع بشكل عام وتتوجه إلى الأسرة بمختلف أفرادها ومنها الطفل الذي تغرس في نفسه منذ البداية عادة الاطلاع على الكتب.
بالإضافة إلى أن دور المكتبة والمكتبة العامة بالذات دور حاسم في التنمية الثقافية لأن الكتاب الجيد هو خلاصة فكر إنساني جيد ومنظم في كل مجال ولهذا ينعكس أثره على تفكير القارئ الصغير وسلوكه بوجه عام فينشأ ميالاً إلى النظام وإلى المعاملة المهذبة مع غيره وهذا هو أساس النجاح في أي عمل فردي وجماعة. 
وعلى هذا يمكن إجمال دور مكتبة الطفل في عدة نقاط:-
1)توسيع المدراك القرائية لدى الطفل.
2)تسهيل وصول الطفل للمعلومات.
3)اكتشاف الميول الحقيقية والإستعدادات الكامنة والقدرات الفعاله للطفل.
4)إكساب الطفل اهتمامات جديدة.
5)تنمية الوعي الاجتماعي للطفل ومساعدته لممارسة حياة اجتماعية سليمة من خلال المشاركة في المواقف الاجتماعية المختلفة.
6)تهيئة الطفل للتعامل مع المؤسسات الاجتماعية السليمة.
7)مساعدة الأطفال وتعليمهم كيفية الحصول على المعلومات من أكثر من مصدر. وكيفية استخدام المصادر بأشكالها المختلفة سواء كان بشكلها التقليدي أو الإلكتروني.
8)غرس القيم والعادات الاجتماعية السليمة.

## المكتبات ودورها في ثقافة الطفل
تتعد المؤسسات داخل المجتمع التي يمكنها أن تساهم في إحداث التغيير نحو الأفضل في ثقافة المجتمع أو ما نصطلح عليه. وحيث أن الكلمة المكتوبة هي أهم المميزات الإنسانية على وجه الإطلاق على مدى تاريخ الثقافة والحضارة البشرية، فان دور المكتبة العامة بين المؤسسات التي تحدث التغيير الثقافي المطلوب يكون بذلك دورا أساسيا. وحيث أن المكتبة هي المؤسسة التي تقتنى الكتاب بشكل أساسي فإنها تصبح عنصرا محوريا في جميع المؤسسات الاجتماعية التي تسهم في إحداث التنمية الثقافية في المجتمع كالمنزل والمدرسة والجامعة وأجهزة الإعلام المختلفة والمقروءة والمسموعة.
ولذلك تعد مكتبة الطفل بوجه خاص من أهم المؤسسات التي تعمل على تكوين شخصية الطفل وثقل مواهبه وتنمية قدراته وتوجيهيها التوجيه الأمثل من خلال ما تقدمه له من مصادر معلومات تناسب حاجاته ورغباته والقرائية وميوله واستعداداته، من خلال الأنشطة والخدمات المكتبية المتنوعة كقراءة القصة وعرض المسرحيات والأفلام الهادفة وغيرها. وعلى الرغم من أن هناك عدة وسائل وأجهزة وجدت لتخدم الطفل إلا أن المكتبة بالتأكيد من أهم هذه الوسائل والأجهزة والمؤسسات من أبقاها أثرا، إذ أنها تساعد في تزويد الطفل بالمعلومات والخبرات والمهارات والاتجاهات واللازمة له، كما أن الاستخدام الجيد لكل الأنواع الأخرى من المكتبات إنما يتوقف على أول مكتبة يقابلها الفرد في حياته وهي «مكتبة الطفل» ولهذا تولى كل الدول عنايتها بمكتبات الأطفال بل وتعتبر ذلك من المهام القومية الجديرة بالاعتبار.

## أهداف مكتبة الطفل
أصدرت منظمة الأمم المتحدة للتربية والعلوم والثقافة عام 1949م، بياناً رسمياً حول أهداف المكتبة العامة وتضمنت عام 1972 بمناسبة العام الدولي للكتاب الدعوة إلى الاهتمام والتركيز على تطوير مكتبات الأطفال والكتب التي تقدم لهم. كما أسندت في نفس العام إلى الاتحاد الدولي لجمعيات المكتبات (IFLA) مراجعة البيان السابق إصداره، وإعداد بيان رسمي منقح بأهداف المكتبة العامة.
وتضمن هذا البيان الجديد نصاً واضحاً بضرورة الاهتمام بمكتبات الأطفال، حيث تقرر أنـه "يجب أن تتيح المكتبة العامة للكبار والأطفال فرص الاستفادة من أوقاتهم وتعليم أنفسهم بإستمرار، وأن تتيح لهم الإتصال الدائم بالتطوير في مجال العلوم والأدب"، وأنه من السهل على الطفل أن يكتسب في بداية حياته عادة تذوق القراءة والكتب، واستخدام المكتبات العامة ومصادرها لذا فإن المكتبة العامة تتحمل مسؤولية خاصة لإتاحة الفرصة للأطفال كي يختاروا الكتب والمواد الأخرى بأنفسهم. وينبغي أن تضم المكتبة مجموعات خاصة بهم من الكتب وأن يخصص لهم أجزاء معينة من المكتبة، عندئذ تصبح مكتبة الأطفال حيوية ومشجعة لأنواع متعددة من الأنشطة".
وقد قامت هاريت لونج Harriet G. Long أهداف مكتبات الأطفال العامة في مجموعة من العناصر رتبتها على النحو التالي:
‌* تيسير استخدام الأطفال لمجموعة كبيرة ومتنوعة من الكتب.
- تطوير قدرات الطفل ومهاراته اللغوية والفنية والاجتماعية.

‌* إرشاد الأطفال وتوجيههم عند اختيارهم للكتب أو غيرها من المواد.
‌* تشجيع الأطفال وغرس متعة القراءة لديهم.
- توفير الكتب والمواد المكتبية المناسبة للاطفال بما يناسب أعمارهم ورغباتهم من خلال مراحل النمو المختلفة.

‌* توفير الجو المناسب للمطالعة والتسلية والترفيه من خلال الأثاث المريح الجذاب والمواد المكتبية التي تتعلق بعالم الطفل.
- قيام مكتبة الطفل بدورها كقوة اجتماعية تتعاون مع المؤسسات الأخرى المعنية برعاية الطفل.

ومن هنا يمكننا حصر أهداف مكتبات الأطفال العامة فيما يلي:-

### 1-هدف تعليمي
وذلك من خلال:-
‌أ.توفير مصادر معلومات مناسبة لحاجات الطفل ورغباته وميوله.
‌ب.تعريف الطفل بمكتبته وكيفية استخدامها والمحافظة عليها وعلى مصادرها وتشجيعه على ارتيادها والاستفادة من كافة خدماتها.
‌ج.إرشاد الطفل وتوجيهه عند اختياره لمصادر المعلومات لغرض القراءة.
‌د.تشجيع التعليم المستمر لدى الطفل.
‌ه.الإجابة عن أسئلة الطفل وإستفساراته من خلال استخدام مصادر المعلومات المتوفرة.

### 2-هدف تنموي
إذ تهدف المكتبة إلى المساهمة في تطوير قدرات الطفل العقلية ومهاراته اللغوية والإتصالية والفنية والعلمية والاجتماعية …الخ وذلك من خلال خدماتها ومصادرها المختلفة.

### 3- هدف اجتماعي
وذلك من خلال:-
‌أ. غرس عادة القراءة والمطالعة لدى الطفل.
‌ب. مساعدة الطفل على تكوين عادات واتجاهات اجتماعية سليمة كالتعاون والإيثار والصداقة والهدوء واحترام الآخرين وحسن التعامل مع الكتاب والمعلومة…الخ.
‌ج. خلق بيئة مناسبة للقراءة والاطلاع تمتاز بالهدوء والراحة العامة.

### 5- هدف ترويجي
وذلك من خلال:-
‌أ.توفير مواد ووسائل الترويح المختلفة كالقصص والمسرحيات والأفلام السينمائية وأفلام الكرتون الموجهه والألعاب التعليمية وبرمجيات الحاسوب الترفيهيه، وغيرها.
‌ب.توفير المكان الفسيح الذي يساعد الطفل على الحركة والانطلاق والإستمتاع بالوقت والترفيه عن النفس.